# Липтовска Тјепличка
Липтовска Тјепличка (слч. Liptovská Teplička) насељено је мјесто са административним статусом сеоске општине (слч. obec) у округу Попрад, у Прешовском крају, Словачка Република.

## Становништво
| Година:    | 1994. | 2004.   | 2014.   | 2024.   |
| ---------- | ----- | ------- | ------- | ------- |
| Број људи: | 2180  | 2293    | 2434    | 2362    |
| Разлика:   |       | +5,18 % | +6,14 % | -2,95 % |

| Година:    | 2023. | 2024.   |
| ---------- | ----- | ------- |
| Број људи: | 2380  | 2362    |
| Разлика:   |       | -0,75 % |

Према подацима о броју становника из 2011. године насеље је имало 2.417 становника.